# Javier Sotomayor
Javier Sotomayor Sanabria (* 13. Oktober 1967 in Limonar, Matanzas) ist ein ehemaliger kubanischer Hochspringer. Mit einem Olympiasieg, zwei Weltmeistertiteln im Freien und vier Weltmeistertiteln in der Halle ist Javier Sotomayor der erfolgreichste und beste Hochspringer in der Geschichte der Leichtathletik. Seine persönlichen Bestleistungen von 2,45 Meter (Weltrekord am 27. Juli 1993) im Freien und 2,43 Meter in der Halle (Weltrekord am 4. März 1989) sind die aktuellen Weltrekorde in dieser Disziplin.

## Karriere

### Bis zum Olympiasieg
Die Hallenweltspiele, Vorläufer der späteren Leichtathletik-Hallenweltmeisterschaften, fanden 1985 in Paris statt. Mit 17 Jahren wurde Javier Sotomayor dort Zweiter, seine 2,30 Meter wurden nur vom Schweden Patrik Sjöberg mit 2,32 Meter übertroffen. 1986 wurde Sotomayor mit 2,25 Meter in Athen Juniorenweltmeister vor dem US-Amerikaner Hollis Conway mit 2,22 Meter. Bei den Hallenweltmeisterschaften 1987 belegte Sotomayor mit 2,32 Meter den vierten Platz. Mit 2,38 Meter siegte Igor Paklin vor Hennadij Awdjejenko, beide aus der Sowjetunion. Bei den Panamerikanischen Spielen 1987 in Indianapolis siegte Sotomayor mit 2,32 Meter vor Troy Kemp von den Bahamas mit 2,28 Meter. Bei den Weltmeisterschaften 1987 in Rom sprangen Sjöberg, Paklin und Awdjejenko über 2,38 Meter. Sotomayor wurde mit 2,29 Meter Neunter.
Zu den Olympischen Spielen 1988 in Seoul trat die kubanische Mannschaft nicht an. In welcher Form sich Sotomayor befand, bewies er am 8. September 1988 in Salamanca, als er den Weltrekord von Sjöberg um einen Zentimeter auf 2,43 Meter verbesserte. Bei den Hallenweltmeisterschaften 1989 in Budapest verbesserte Sotomayor auch den Hallenweltrekord auf 2,43 Meter und gewann vor dem Deutschen Dietmar Mögenburg, Sjöberg und dem Briten Dalton Grant, die alle 2,35 Meter sprangen. Bei den Karibikmeisterschaften verbesserte Sotomayor am 29. Juli 1989 in San Juan den Freiluftweltrekord auf 2,44 Meter.
Bei den Hallenweltmeisterschaften 1991 in Sevilla teilte sich Sotomayor die Bronzemedaille mit Alexei Jemelin aus der Sowjetunion mit 2,31 m hinter Hollis Conway (2,40 m) und dem Polen Artur Partyka (2,37 m). Die Panamerikanischen Spiele 1991 wurden in Havanna ausgetragen. Sotomayor gewann dort mit 2,35 Meter vor Troy Kemp und Hollis Conway, die je 2,32 Meter überquerten. Bei den Weltmeisterschaften in Tokio gewann der US-Amerikaner Charles Austin mit 2,38 Meter. Sotomayor gewann Silber mit 2,36 Meter.
Javier Sotomayor gehörte bei den Olympischen Spielen 1992 zu den Favoriten. Schon im Vorfeld hatten auch einige weitere Springer gute Form gezeigt. In Barcelona meisterten insgesamt fünf Springer im Finale die Höhe von 2,34 Meter. Alle Versuche bei 2,37 Meter scheiterten. Sotomayor wurde nach der Mehrversuchsregel Olympiasieger vor Patrik Sjöberg. Partyka, Conway und der Australier Tim Forsyth gewannen bei gleicher Anzahl an Fehlversuchen jeweils Bronze.

### Nach dem Olympiasieg
1993 war das erfolgreichste Jahr Sotomayors. Bei den Hallenweltmeisterschaften in Toronto gewann er mit 2,41 Meter vor Sjöberg mit 2,39 Meter. Am 27. Juli verbesserte er in Salamanca den Weltrekord auf 2,45 Meter. Und auch bei den Weltmeisterschaften in Stuttgart war er überlegen. Mit 2,40 Meter gewann er vor Partyka und dem Briten Steve Smith mit je 2,37 Meter.
Bei den Hallenweltmeisterschaften 1995 in Barcelona gewann Sotomayor mit 2,38 Meter vor dem Griechen Lambros Papakostas mit 2,35 Meter. Ebenfalls siegreich war er bei den Panamerikanischen Spielen in Mar del Plata. Mit 2,40 Meter sprang er hier elf Zentimeter höher als der Zweitplatzierte. Bei den Weltmeisterschaften 1995 in Göteborg überquerten Troy Kemp und Sotomayor je 2,37. Kemp hatte weniger Fehlversuche und gewann Gold vor Sotomayor. 
1996 war Sotomayor meist verletzt. Bei den Olympischen Spielen in Atlanta belegte er mit 2,25 Meter nur den elften Platz. In Athen bei den Weltmeisterschaften 1997 gewann er mit 2,37 Meter vor Partyka und Forsyth.

### Dopingkontroverse
Bei der Weltmeisterschaft 1999 in Maebashi gewann er seinen vierten Weltmeistertitel in der Halle. Mit 2,36 Meter sprang er gleich hoch wie der zweitplatzierte Russe Wjatscheslaw Woronin. In Winnipeg bei den Panamerikanischen Spielen gewann er erneut. Beim Dopingtest wurde allerdings Kokain festgestellt, und er wurde disqualifiziert.
Gegen diese Disqualifikation und die damit zusammenhängende Sperre protestierte der kubanische Verband und erreichte, dass die Sperre auf ein Jahr verkürzt wurde und Sotomayor an den Olympischen Spielen 2000 teilnehmen durfte. Mit 2,32 Meter gewann er in Sydney Silber hinter dem Russen Sergei Kljugin mit 2,35 Meter. 
Bei den Hallenweltmeisterschaften 2001 in Lissabon wurde Sotomayor mit 2,25 Meter Fünfter. Im Freien bei den Weltmeisterschaften in Edmonton belegte er den vierten Platz; dieser wurde ihm aber wegen Dopings aberkannt (bei einer Doping-Kontrolle im Training war Nandrolon  entdeckt worden). Der nun fälligen lebenslangen Sperre entzog sich Sotomayor durch seinen Rücktritt vom Sport im Herbst 2001.

### Würdigung
Javier Sotomayor sprang in seiner Karriere 230-mal 2,30 Meter oder höher und 21-mal 2,40 Meter oder höher. Er ist seit 1988 Weltrekordinhaber, länger als jeder andere Hochspringer es war. Er war 8-mal Weltjahresbester: 1988, 1989, 1992 bis 1995, 1997 und 1998; die nächstbesten Springer in dieser Kategorie waren 4-mal Weltjahresbeste.
Lediglich in der Anzahl der aufgestellten Weltrekorde waren zwei andere Hochspringer erfolgreicher: der US-Amerikaner John Thomas mit vier offiziellen Weltrekorden und der Russe Waleri Brumel mit sechs offiziellen Weltrekorden.

## Privates
Javier Sotomayor ist ausgebildeter Sportlehrer. Bei einer Körpergröße von 1,93 m betrug sein Wettkampfgewicht 80 kg. Seit 1989 ist er mit der Hochspringerin María del Carmen García verheiratet, mit der er in Havanna lebt. Das Paar hat vier Söhne.
Collazo Sotomayor, der für Aserbaidschan startende Silbermedaillengewinner im Boxen bei den Olympischen Spielen 2016 in Rio de Janeiro, ist sein Neffe.